# Rhachidosorus stramineus
Rhachidosorus stramineus är en ormbunkeart som först beskrevs av Edwin Bingham Copeland, och fick sitt nu gällande namn av Ren-Chang Ching. Rhachidosorus stramineus ingår i släktet Rhachidosorus och familjen Rhachidosoridaceae. Inga underarter finns listade.